# Stefan Loeckx
Stefan Loeckx (Asse, 18 juli 1948) is een Belgisch grafisch vormgever en afficheontwerper. Hij werd meermaals genomineerd voor The Power of Print en won de publieksprijs met zijn affiche De vierkante meter. Loeckx is voornamelijk bekend van zijn huisstijlen voor het Ministerie van de Vlaamse Gemeenschap en de Koning Boudewijnstichting. 

## Biografie
Stefan Loeckx studeerde grafische vormgeving aan de Koninklijke Academie voor Schone Kunsten van Antwerpen. 
Onder de naam Megaluna richtte hij in 1985, samen met scenograaf Johan Daenen, een grafisch bureau op. Het bureau was meer dan twintig jaar lang actief. Sinds 2006 heeft Loeckx een eigen bureau onder de naam Quasi. 

## Design
Loeckx verzorgde twintig jaar lang de affiches voor het theatergezelschap De Tijd. Hij ontwierp ook een huisstijl voor het gezelschap. Naast De Tijd heeft hij ook projecten gerealiseerd voor het Brusselse operahuis De Munt en de Koninklijke Vlaamse Schouwburg (KVS).
Megaluna mocht ook de huisstijlen ontwerpen van het Ministerie van de Vlaamse Gemeenschap, het AfricaMuseum en de Koning Boudewijnstichting.
De layout van het podiumkunstentijdschrift Etcetera werd onder meer verzorgd door Stefan Loeckx tijdens de periode van 1983 tot 2006. In 2001 voerde hij een metamorfose door voor het blad. Het beletselteken, dat mentaal wordt opgeroepen door de titel van het blad, kreeg nu visueel een prominente plaats op de cover. Vanaf 2005 werd die tendens kracht bijgezet. Met het aantreden van de nieuwe redactieploeg werd het startsignaal gegeven voor een verfrissing van de vormgeving met een duidelijk typografische toets. Concepten, uitgedrukt in heldere en vaak speels gecombineerde schreefloze letters, domineerden het gezicht van het blad.  
Stefan Loeckx maakte aanvankelijk vooral gebruik van manuele technieken. Sinds de jaren 1990 gebruikt hij ook digitale technieken. Hij werkt vooral typografisch en beschrijft zijn eigen werk als volgt: ‘In de geest van de klare lijn’.  

## Prijzen
Meermaals genomineerd voor The Power of Print.
Publieksprijs met affiche voor de theaterproductie De vierkante meter, in samenwerking met Lucas Vandervost (2009).